# Gallicism
Gallicism är ett språkligt uttryck som påverkats av franskan. Uttrycket kommer från latinets gallicus, som betyder ”gallisk”, ”från Gallien”.
Som exempel på en gallicism kan nämnas det svenska uttrycket pö om pö, lite i sänder, som kommer från franskans peu à peu.
En pseudogallicism är ett ord eller uttryck som uppfattas som ett lån från franskan, men som egentligen har ett inhemskt ursprung. En pseudogallicism i svenskan är glace au four, som i Frankrike kallas för omelette norvégienne ("norsk omelett").